# Ptychobranchus subtentum
Ptychobranchus subtentum позната још као Fluted kidneyshell је речна шкољка из реда Unionoida и фамилије Unionidae.

## Репродукција
Сви Unionidae је познато да користе месо или кожу рибе као домаћина са хранљивим материјама током ларве глохидиа фазе.

## Распрострањење
Сједињене Америчке Државе су једино познато природно станиште врсте и то у рекама Камберланд и Тенеси.

## Станиште
Станиште врсте су слатководна подручја.